# Mumia Abu-Jamal

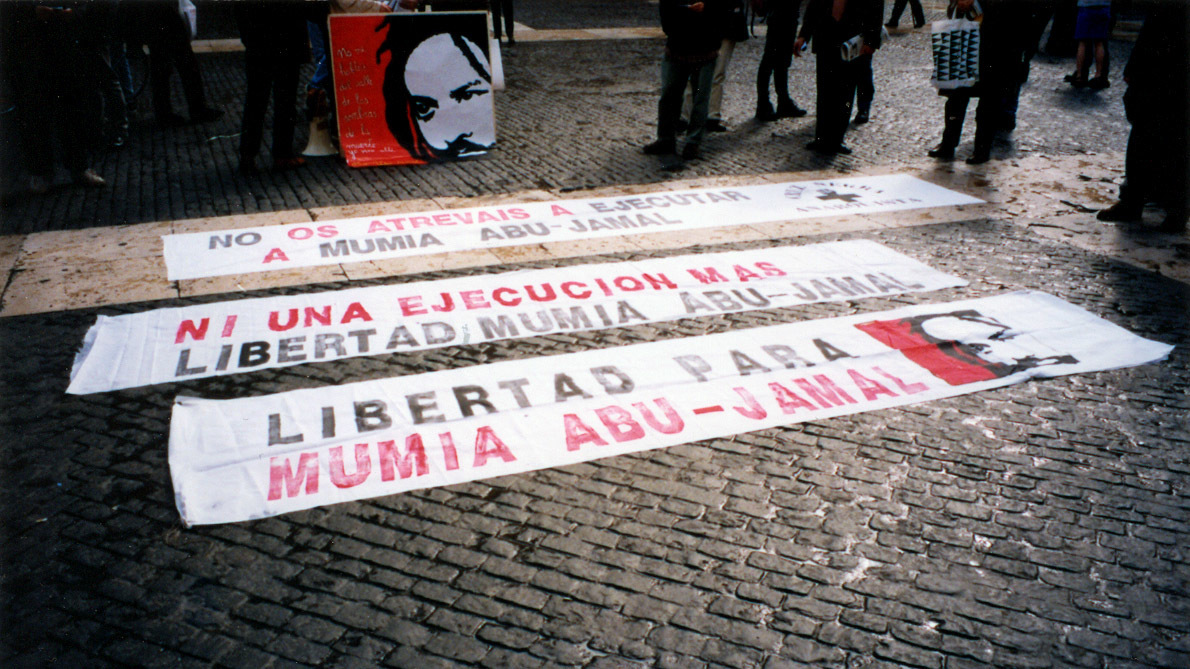
Manifestació en favor de l'alliberació de Mumia a Barcelona.

Mumia Abu-Jamal (nascut amb el nom de Wesley Cook el 24 d'abril de 1954) és un periodista i activista polític afroamericà, pertanyent al Black Panther Party, acusat de l'assassinat del policia Daniel Faulkner i sentenciat a mort el 1982. El seu cas ha generat campanyes massives a favor del seu alliberament als Estats Units i a la resta del món, mentre que les fraternitats policials estatunidenques han buscat activament accelerar la seva execució. Tècnicament, va estar esperant ser executat entre el 1982 i el desembre de 2001, quan el jutge federal del districte William Yohn va revocar la pena de mort de Jamal. No obstant això, Yohn va reafirmar els càrrecs contra Jamal, condemnant-lo a cadena perpètua. El 27 de març del 2008, un tribunal estatunidenc va ordenar revisar la condemna a mort.